# 唐娜·诺克
唐娜·诺克（英語：Donna Nook）是英格兰林肯郡北部低洼海岸邊的一个地名，它地處北萨默科茨以北和格里姆斯比以南。该地区是一片盐沼，駐扎在林肯郡的英國皇家空軍會在此進行轟炸訓練。每年10月至12月，灰海豹群會在此繁殖。此地的名稱是来自于一艘名叫唐娜的船，該船隸屬於西班牙艦隊，于1588年在诺克（一个小岬角）附近沉没。